# Markó András
Markó András (Budapest, 1947. szeptember 9. – 2025. július 22.) zenész, zeneszerző, szövegíró, énekes. Szintetizátoron, szaxofonon, szájharmonikán, furulyán játszott.

## Élete
A Németvölgyi Általános Iskolában tanult, majd a sashegyi Arany János gimnáziumban, valamint a Budapesti Műszaki Egyetem Villamosmérnöki Karán. Zongorázni 6 éves korától 11 éven át tanult: klasszikus zenét Schilling Júliától, majd jazzt Kertész Kornéltól. 1971-ben hivatásos kategóriát szerzett ének és zongora szakon.
Első zenekara az Arany János Gimnáziumban a Lux volt: gitározott és furulyázott; egy régi Pacsirta rádió szolgált erősítőként. Első billentyűs hangszere egy csehszlovák Matador orgona. 1968-ban a Petőfi Sándor utcai Építők Műszaki Klubjában a Memphis zenekarban játszott, majd következett a Gemini együttes 1969-től.
A Gemini együttest két évre felváltotta egy Delhusa Gjonnal alkotott duóra, az Omega (együttes), a Fonográf, az LGT és a Skorpió (együttes) előzenekara voltak.
Egy magyar impresszárió segítsége nyomán luxushajó nyújtott munkalehetőséget (angol utazási irodák által működtetett hajók).
1979 óta vezetője az együttesnek. A Gemini megszűnése után (1978) tovább zenéltek, nevüket „Markó Gemini Band”-re változtatva Markó András vitte tovább, aki előbb külföldön, később itthon a vendéglátóiparban dolgozott. A 2020-as években is több helyen játszottak. Egész nyáron Balatonfüreden szórakoztatták a nyaralókat, télen pedig bálokon és éttermekben léptek fel. Utolsó fellépésén Füreden lett rosszul, kórházba került, majd 2025. július 22-én elhunyt.

### Magánélete
Apja Dr. Markó Sándor jogász, anyja Székely Mária pincérnő. Testvérei: Markó Árpád és Markó Judit. Első felesége Babos Valéria volt, második felesége Fekete Ildikó. Fiuk Markó Tamás zenész.

## Zenekarai
- Lux (1965–1967)
- Memphis (1967–1969)
- Delhusa-Markó duó (1971–1973)
- Gemini (1969-től)

## Hanglemezek
A Gemini együttesnek egyetlen nagylemeze jelent meg, 1976-ban a Pepita kiadásában. Katalógusszáma: SLPX 17508. (Gemini album)

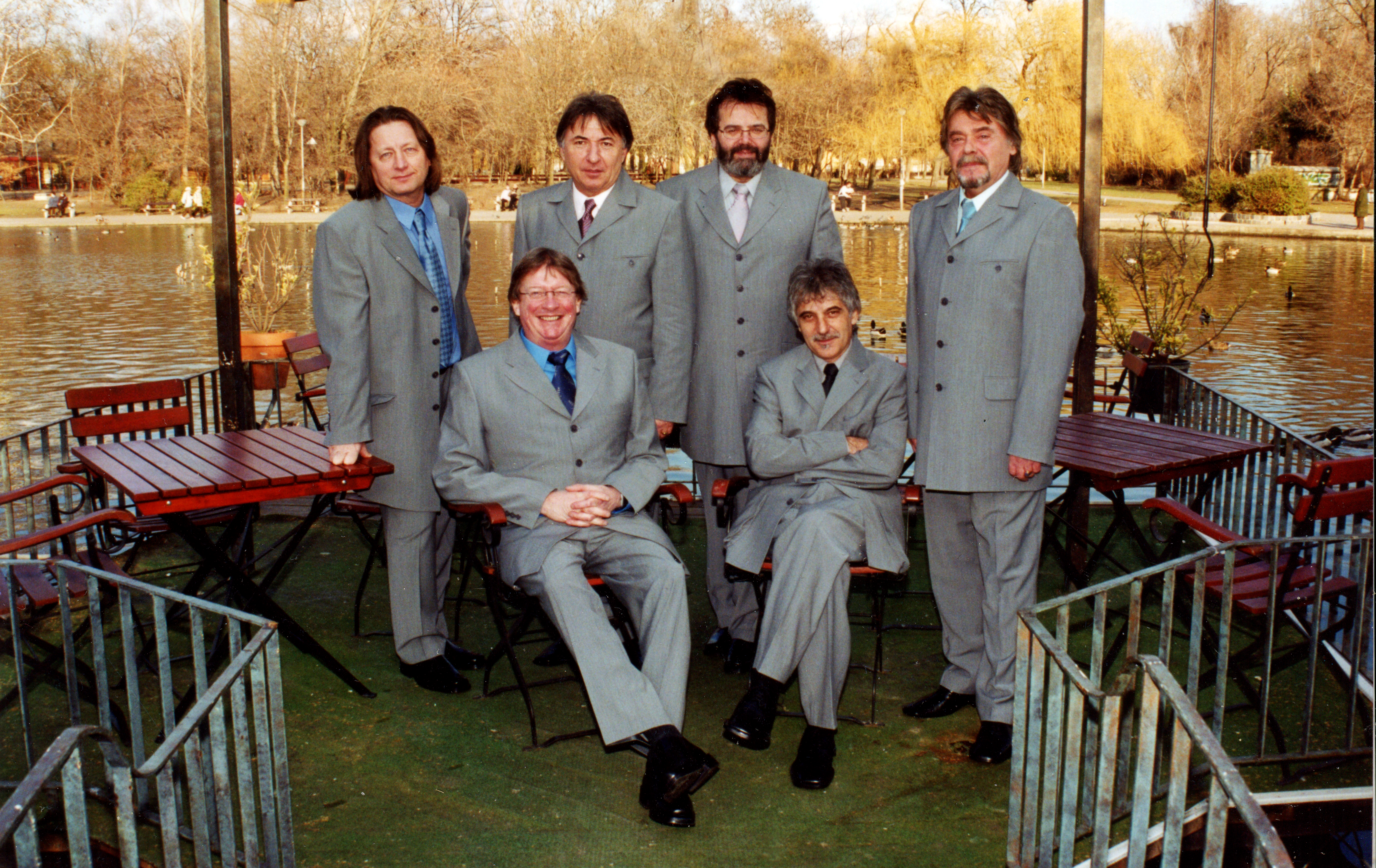
A Gemini együttes tagjaként a Robinson étteremben. Markó András elöl, balra

### Kislemezek
- Nem nyugszik a szívem, Aki soha nem próbálta (1972; SP 964)
- Lívia (1972; SP 988)
- Vándorlás a hosszú úton, Neked csak egy idegen (1973; SP 70113)
- Holnaptól nem szeretlek (1974; 3 kislemez: SP 70123–25)
- Ki mondja meg (1974; SP 70139)
- Semmi sem tart örökké, Látszik rajtam, hogy szeretlek (1975; SPS 70162)
- Hogyha újból gyerek lennék (1975; SPS 70184)
- A labda, Várok rád (1975; SP 70186)
- Ez a dal lesz az üzenet, (1975; SP 70192)
- Álom-vonat (1977; SPS 70275)
- Félek (1980; SPS 70422)
- Szívedből játsszál, Azért te mégis boldog lehetsz (1980; SPS 70452)
- A végzet asszonya (1981; SPS 70476)
- Ments meg engem (1981; SPS 70505)

### Markó András CD-i
- Régi karácsonyok
- A 60-as évek
- Filmsorozatok zenéje
- Álmok
- Dalaim

## Zenésztársai
- Lux-Memphis: Simay Tamás, gitár, Gyelmis Lukács bass., Révy Márton dob, Heltai Ferenc, gitár, Ender Ferenc dob, Babos Vali ének, Kövesdi Zoltán szax., Fonyódi Péter dob, Kristóffy Dodi gitár, Goy László gitár,
- Gemini: Várszegi Gábor bass., Szabó György ének, Bardóczi Gyula dob, Kékes Zoltán gitár, Baranszki László gitár, Papp Imre (Mityó) zong, Heilig Gábor gitár.
- Markó Gemini Band: Szigeti Edit gitár, Végvári Ádám gitár, Albert Gábor gitár, zong., Dávid Gábor dob, Nyári Elek bass., Csuka Mónika ének, Szabó István (Szabesz) ének, Temesvári András gitár, Schimmer Erika ének, Csorba László dob, Krassói Gabi ének, Martony Klári ének, Ajtai Zsuzsa ének, Szendrey István dob, Kovács Gábor bass.
- A Gemini trió: Albert Gábor (Gacsi) zong., gitár, Bihari István (Isu) szax., klarinét, Markó András zong., szax, szájharmonika, furulya.

## Legnépszerűbb szerzeményei
- Azon a szombat éjszakán (A dal elhangzik "A kenguru" című filmben)
- Álomvonat
- Labda
- Látszik rajtam, hogy szeretlek
- Repülő zenekar
- Téged várlak
- Eltűntél vagy nem is voltál
- Szívedből játsszál
- A színház
- Azért te még is boldog lehetsz
- Elszállt sok nyár
- Füredi nyár
- Keresem az álmaim
- Nem bánok semmit
- Nem történt volna semmi
- Óriáspénz
- Sűrű éjben
- Szeretnék beállni a sorba
- Szűk kis utca
- A lenyugvó nap
- Volt két nyár

### Gemini trió, film
- https://drive.google.com/file/d/1SyA1WleSnfXUIuOMAuyyXyAo8eDPAF8_/view Ifj. Albert Gábor munkája, 1 óra 10 perc